# 津川友介
津川 友介（つがわ ゆうすけ）は、日本の医療政策学者、医療経済学者、医師。カリフォルニア大学ロサンゼルス校（UCLA）医学部・公衆衛生大学院准教授、医師。日本医療政策学会の代表理事、日本医療政策機構の理事、エムスリー株式会社社外取締役。

## 経歴
東北大学医学部卒業後、聖路加国際病院で内科医として勤務。内科チーフレジデント、チーフフェロー等を歴任する。2010年に渡米して、ハーバード公衆衛生大学院で修士号（MPH）、その後、ハーバード大学で医療政策学の博士号（PhD）を取得。ハーバード大学では、経済学の世界ではじめての大規模なランダム化比較試験であり、医療における価格弾力性を明らかにした「ランド医療保険実験」を行った、世界的に著名な経済学者ジョセフ・ニューハウスに師事した。2017年からは、UCLA医学部および公衆衛生大学院にて勤務。UCLA内科で、研究用のデータベースの統括をする組織である、Data Coreを立ち上げ、そこのトップを務める。2024年、日本の医療制度をエビデンスに基づくものとすることを目的に、日本医療政策学会を立ち上げ、代表理事を務める。
医師の診療の質のばらつきが患者の予後に与える影響に関する研究の第一人者である。2017年にJAMA Internal Medicine誌に掲載された論文において、医療費は、同じ病院の医師間のばらつきの方が、病院間のばらつきよりも大きいことを世界ではじめて明らかにし、医師の診療パターンが、医療費や患者の予後に与える影響の大きさを明らかにした。医師の年齢、性別、出身医学部、勤務体制などが、患者の死亡率などに与える影響を明らかにし、この分野で数多くの研究成果を出している。
また、AIを用いて医学や政策における介入の効果が、個々人によってどのように異なるか（効果の「異質性」）を評価する研究を数多く行っており、同じ介入を全員に導入するよりも、あらかじめ効果が高いことが予測されている集団から先に介入することが重要であるという「高ベネフィット・アプローチ（High-benefit approach）」の重要性をはじめて提唱した。
2018年に出版した「世界一シンプルで科学的に証明された究極の食事」（東洋経済新報社）は10万部を超えるベストセラーとなっている。2017年に中室牧子氏と共著で出版した「『原因』と『結果』の経済学」（ダイヤモンド社）は、週刊ダイヤモンド「ベスト経済書」第1位となっている。 2020年に出版した「世界一わかりやすい「医療政策」の教科書」（医学書院社）は、医療政策をテーマにしたはじめての教科書であり、医療政策分野の研究者や実践者（政治家や官僚）に広く読まれている。

## 著書

### 単著
- 『世界一わかりやすい「医療政策」の教科書』（医学書院、2020年）
- 『世界一シンプルで科学的に証明された究極の食事』（東洋経済新報社、2018年）
- 『Health rules: 病気のリスクを劇的に下げる健康習慣』（集英社、2022年）
- 『正しい医学知識がよくわかる あなたを病気から守る10のルール』（集英社、2024年）

### 共著
- （中室牧子）『「原因と結果」の経済学』（ダイヤモンド社、2017年）
- （勝俣範之、大須賀覚）『世界中の医学研究を徹底的に比較してわかった最高のがん治療』（ダイヤモンド社、2020年）
- （小松康宏、西﨑祐史）『シチュエーションで学ぶ輸液レッスン』（メジカルビュー社、2015年）